# Sponsiano
Sponsiano (latino: Sponsianus; fl. anni 240 circa) sarebbe stato un usurpatore ribellatosi contro l'imperatore romano Filippo l'Arabo o Gordiano III.

## Biografia
La sua esistenza si basa su due monete trovate in Transilvania nel 1713, che testimonierebbero una sua rivolta contro Filippo, forse una sorta di resistenza della classe senatoriale, ma nel 1863 il numismatico Henry Cohen della Biblioteca nazionale di Francia le giudicò dei falsi moderni di rozza fattura.
Tuttavia questa ipotesi è stata rivista nel 2022 e l'esistenza reale dell'usurpatore provata tramite indagine su una moneta d'oro trovata in Transilvania da un team di ricercatori dell'University College di Londra e dell'Università di Glasgow.
Indagini al microscopio e chimiche hanno provato che la moneta ha effettivamente circolato nella regione della Transilvania in un periodo di turbolenze dell'impero romano, intorno al 260 circa, poiché l'analisi al microscopio ha evidenziato diverse scanalature sulla monete oggetto dell'indagine, compatibili solo con i molteplici passaggi di mano delle monete; l'analisi chimica ha stabilito che le monete sono state sepolte per centinaia d'anni.
La ricerca, anche sulla base delle altre monete trovate insieme con l'aureo raffigurante Sponsiano, colloca il potenziale periodo di governo di Sponsiano intorno gli anni 240, durante il regno di Gordiano III (238-244) o Filippo l'Arabo (244-249). I ricercatori suggeriscono la possibilità che Sponsiano fosse un comandante militare che si autoproclamò imperatore quando la Dacia fu tagliata fuori dal resto dell'impero a seguito delle guerre civili. Con una pandemia in corso e una guerra civile, e l'impero frammentato all'epoca, Sponsiano potrebbe aver assunto il comando supremo per proteggere la popolazione militare e civile della Dacia fino a quando l'ordine non fosse stato ripristinato, cosa che avvenne con la provincia definitivamente abbandonata tra il 271 e 275. A causa quindi di guerre civili e di pandemia, Sponsiano potrebbe aver provveduto a ripristinare, mediante la coniazione di monete, una qualche forma di economia di scambio nella provincia della Dacia, non conoscendo né avendo notizie di chi fosse l'imperatore in Roma.
Nessuna fonte documentale o epigrafica ad oggi pervenuta menziona l’esistenza di Sponsiano, e pertanto la conferma, tramite monetazione, dell’esistenza di questo usurpatore consente di colmare gli ultimi decenni della presenza romana in Dacia, prima dell’abbandono della provincia, e getta nuova luce sull’organizzazione militare ed economica di quella provincia romana.
Secondo Jesper Ericsson, «la nostra interpretazione è che era incaricato di mantenere il controllo dei militari e della popolazione civile perché erano circondati e completamente tagliati fuori. Al fine di creare un'economia funzionante nella provincia decisero di coniare le proprie monete».
L'impero romano in questo periodo era altamente instabile. Molte aree periferiche sono state probabilmente abbandonate a se stesse. Sponsiano potrebbe essersi trovato responsabile di migliaia di persone, senza il sostegno del regime centrale dell'impero, e circondato da tribù ostili; in questo contesto, l'assunzione da parte di Sponsiano del titolo di imperatore può essere considerata un tentativo di mantenere l'ordine.
Nessuna prova è stata trovata del dominio di Sponsiano altrove, e questo sembrerebbe indicare che Sponsiano non fosse interessato, o non avesse successo, ad espandere il suo territorio. Data la mancanza di fonti, potrebbe esser stato colpito da damnatio memoriae.